# 創価班
創価班（そうかはん）は、創価学会の男子部
（18歳以上から40歳以下の男性が所属）の学会員で構成されている大規模な会合開催時に会館内の場内整理や駐車場誘導などの会合運営に携わる人材グループ。
創価班のメンバーは、地域から選抜された18歳以上～40歳以下までの創価学会の男子部員が所属している。40歳以上に成ると創価学会の壮年部員の所属になるので創価班は引退（卒業）になる。

## 概要
創価学会の歴史と理念を学び、大規模な会合の運営に携わっている。大規模な会合が開催される際には、創価班が会館内で場内整理や駐車場誘導や会合参加者への事故防止等の注意事項の呼び掛けを行っている。仏道修行の一環として無償奉仕で活動している。シンボルマークは鷹。
現在の創価班の任務時には紺色の背広（スーツ）に創価班のシンボルカラーである青色のネクタイと所属を示すネームプレートを着用している。過去には青色のブレザーを着用していた時期もあった。
月１回程度で開催される「創価班会」（創価班の会合）では、日蓮大聖人の御書を学ぶ勉強会（研さん）や池田大作の著書の小説『人間革命』や小説『新・人間革命』を学ぶ勉強会（研さん）が行われる。創価班の活動を通じて日蓮仏法の信仰者として社会に貢献できる人間に成長することを目的にしている。
- 10年間創価班を務めると表彰状が授与される。
- 15年間創価班を務めると表彰状と記念メダルが授与される。

## 歴史
1952年（昭和27年）に創価学会が日蓮正宗総本山・大石寺への月例登山会（参詣）が行われていた時期に、場内整理係や誘導係や案内係などを担当する輸送班が誕生した。
1976年（昭和51年）11月2日に輸送班から改称し創価班が結成された。
1970年代（昭和50年代）頃より、創価班は、大規模な会合が開催される時に、会館内の場内整理や駐車場誘導や会合参加者への事故防止等の注意事項の呼び掛けなどを行うようになった。
1977年（昭和52年）～1979年（昭和54年）まで日蓮正宗（宗門）の一部の僧侶が創価学会批判を行なう「第一次宗門問題」が起きた。創価班は、日蓮正宗の一部の僧侶からの創価学会批判と戦って池田大作と創価学会員を「師弟不二」の立場で護（まも）り抜いた。
1991年（平成3年）の「第二次宗門問題」の勃発により創価学会が「破門」処分を受けると日蓮正宗の総本山・大石寺への登山会（参詣）は行われなくなった。現在の創価班は、大規模な会合が開催される時に、会館内の場内整理や駐車場誘導や会合参加者への事故防止等の注意事項の呼び掛けなどを行なっている。

## 創価班の組織体制
創価班の任務時の組織体制は、「学会総本部担当」、「地域の会館担当」、「広宣部」（日蓮正宗の法華講や冨士大石寺顕正会（顕正会）との法論（教義論争）や脱会の勧誘を行っている）などの部署に分かれている。

## 役職
- 委員長、副委員長、書記長、運営部長、運営委員、広宣部長、主任部長、部長、班長などの役職のほか広宣局、大学校事務局がありそれぞれに局長が任命される。

## 創価班歌
- 創価班歌（創価学会公式YouTube配信）